# José Castañer
José Castañer Fons (Valencia, 27 de agosto de 1900 - París, 2 de enero de 1951), también citado en ocasiones como Josep Castanyer i Fons, fue un político y dramaturgo español que presidió el Partit Valencianista d'Esquerra y tras la guerra civil estuvo exiliado en Francia. Su hermano, Angelino Castañer, fue el también militante del partido. 

## Biografía
Fue uno de los fundadores de la Sociedad de Autores Valencianos, abolida por decreto en 1941. En 1934 sucede a Joaquim Reig en la presidencia del Centre d'Actuació Valencianista, pasando a ser responsable de relaciones posteriormente.
Con la fundación en 1935 del Partit Valencianista d'Esquerra, ocupa su presidencia y, cuando en 1936 obtiene 5 concejales en el ayuntamiento de Valencia, es nombrado teniente de alcalde y presidente de la comisión de Instrucción Pública.
Durante la guerra civil española, Castañer preside el Consejo de Administración de la Sociedad General de Autores de España (SGAE) en Valencia, presidente del sindicato de Autores y Compositores, siendo delegado en el Frente Popular, delegado en el Comité Ejecutivo Popular y subdelegado de Cultura. También tuvo papel como comisario de la 46.ª Brigada Mixta, comandada por el teniente coronel Manuel Uribarri, y jefe del S.I.M de la provincia de Castellón y frente de Levante, resultando herido en dos ocasiones.
Al terminar la guerra civil, los hermanos Castañer marchan al exilio en el barco Stanbrook, que zarpó del puerto de Alicante el 28 de marzo de 1939. Las autoridades francesas le confinaron a una compañía que trabajaba en la realización de líneas de ferrocarril transahariano, donde enfermó de tuberculosis. Tras la Segunda Guerra Mundial, se estableció en París, donde fue cofundador y primer presidente de la Casa Regional Valenciana, en 1947.

## Obras
Con doce obras de teatro estrenadas, colaboró con las publicaciones Teatre Valencià, Galeria d'Obres Valencianes, Nostre Teatro, Taula de Lletres Valencianes, Nostres Comèdies, Lo Rat Penat y fue director de El País Valencià donde escribió bajo el seudónimo de Batiste Cuenca.